# De Avonturen van Ichabod en meneer Pad
De Avonturen van Ichabod en meneer Pad (Engels: The Adventures of Ichabod and Mr. Toad) is een Amerikaanse tekenfilm uit 1949 van Walt Disney. De film bestaat uit twee losse verhalen.
Het is de elfde lange animatiefilm van Disney. Tevens was het voorlopig de laatste grote animatiefilm van Disney in de reeks van zogeheten package films (of anthologiefilms), die uit twee of meer geheel op zichzelf staande verhalen bestaan. Gedurende de jaren 1940 had Disney hoofdzakelijk dit soort films uitgebracht. Vanaf Assepoester (1950) draaiden de films weer om één enkele verhaallijn met dezelfde hoofdpersonen.
De twee verhalen zijn De wind in de wilgen (Meneer Pad), gebaseerd op het boek van Kenneth Grahame en De legende van Sleepy Hollow (De avonturen van Ichabod) gebaseerd op het boek van Washington Irving. In tegenstelling tot wat de titel suggereert, worden eerst de verhalen rond Meneer Pad verteld en daarna pas de avonturen van Ichabod.

## Verhaal

### De wind in de wilgen(Meneer Pad)
Meneer Pad is gek op auto's en besteedt hier zelfs zoveel tijd aan, dat hij nauwelijks meer aandacht heeft voor anderen. Zijn vrienden Mol, Rat en Desiderius Das proberen hem ertoe te bewegen een andere hobby te kiezen. Meneer Pad luistert niet, wat hem duur komt te staan. Door zijn automanie verliest hij de eigendomsakte van zijn huis en komt in de gevangenis terecht. Hij kan ontsnappen en zoekt zijn heil weer bij Mol, Rat en Desiderius.
Samen ontdekken ze dat Pads huis nu in bezit is van een groep criminele wezels. Met behulp van zijn vrienden slaagt Pad erin om zijn huis terug te krijgen. Hij zweert zijn liefde voor auto's af, maar amper een jaar later heeft hij alweer een nieuwe hobby: vliegtuigen.

### De legende van Sleepy Hollow(De Avonturen van Ichabod)
De klungelige schoolmeester Ichabod Crane vertrekt naar het dorpje Sleepy Hollow om les te geven aan kinderen. Hij wordt verliefd op de mooie Katrina, maar de pestkop van het dorp Brom Bones heeft ook een oogje op Katrina.
Ondanks zijn vreemde voorkomen blijkt Ichabod goed overweg te kunnen met de dames en hij lijkt daarom ook de meeste kans te hebben bij Katrina. Brom besluit gebruik te maken van Ichabods sterke bijgeloof om hem weg te jagen. Hij vertelt Ichabod het verhaal van de ruiter zonder hoofd, die omstreeks Halloween in de bossen van Sleepy Hollow zou rondspoken. Wanneer Ichabod later die avond naar huis rijdt, wordt hij aangevallen door de ruiter. Een lange achtervolging wordt ingezet. Ichabod kan de ruiter voorblijven tot aan de brug naar het kerkhof, waar de ruiter volgens de legende niet overheen kan. De ruiter gooit zijn hoofd, dat hij tot dusver onder zijn arm droeg, naar Ichabod alvorens rechtsomkeer te maken.
De volgende dag vindt men bij de brug een kapotte pompoen. Het is duidelijk dat het “hoofd” van de ruiter slechts een Jack-o'-lantern was. Voor de kijker is het duidelijk dat Brom de ruiter zonder hoofd was. Zijn plan is echter geslaagd: Ichabod is weg en Brom trouwt met Katrina. Er zijn geruchten dat Ichabod later getrouwd is met een rijke vrouw, maar de dorpelingen weten wel beter.

## Rolbezetting

### De wind in de wilgen:

#### Engelstalige versie
| Acteur          | Personage         |
| --------------- | ----------------- |
| Eric Blore      | Meneer Pad        |
| Basil Rathbone  | Verteller         |
| J. Pat O'Malley | Cyril Proudbottom |
| Colin Campbell  | Mol               |
| John McLeish    | Prosecutor        |
| Campbell Grant  | Angus MacBadger   |
| Claud Allister  | Rat               |

#### Nederlandstalige versie
| Acteur                   | Personage                                    |
| ------------------------ | -------------------------------------------- |
| Carol van Herwijnen      | Meneer Pad                                   |
| René van Asten           | Verteller                                    |
| Jan Wegter/Wim van Rooij | Desiderius Das                               |
| Hein Boele               | Hendrick Hoefijzer                           |
| Kees Coolen              | Rat                                          |
| Arthur Boni              | Mol                                          |
| Paul van Gorcum          | Raadsman Van de Kroon (aanklager) en Rechter |

### De legende van Sleepy Hollow:

#### Engelstalige versie
| Acteur      | Personage     |
| ----------- | ------------- |
| Bing Crosby | Ichabod Crane |

#### Nederlandstalige versie
| Acteur       | Personage     |
| ------------ | ------------- |
| Jon van Eerd | Ichabod Crane |

## Productie
In deze tijd was het gebruikelijk voor Disney om films uit te brengen die bestonden uit kortere stukjes, doorgaans anthologiefilms. De eerste in deze reeks was Saludos Amigos in 1942. De reden dat Disney tijdelijk afzag van lange films met één verhaal waren de hoge productiekosten van dergelijke films, evenals het feit dat Europa vanwege de Tweede Wereldoorlog als afzetmarkt was weggevallen.
De twee verhalen uit de film zijn ook los van elkaar uitgebracht op video.